# Le Bon Pasteur (von Führich)
Le Bon Pasteur est un dessin sur papier de 243 × 237 cm réalisé par l'artiste peintre bohème-autrichien Joseph von Führich. Il fait partie de la collection du Museum Kunstpalast (Düsseldorf).

## Description
Sur le fond de papier bleu monté sur carton, le visage de Jésus est dessiné au crayon. Des rehauts de blanc et d'orangé suggèrent la lumière qui tombe sur lui et accentuent l'impression de volume.
Le Christ est représenté comme le Bon Pasteur de la parabole : celui qui n'hésite pas à abandonner son troupeau pour aller chercher la brebis égarée (cf. Lc 15, 3-7). Mais l'image nous invite à aller plus loin et à lire aussi cette parabole comme une figure de la Passion.
Le chemin que le Bon Pasteur a pris pour sauver les brebis que nous sommes, c'est celui du Golgotha. C'est la raison pour laquelle l'artiste a représenté Jésus la tête inclinée, les yeux mi-clos, dans une attitude qui rappelle étonnamment le portement de Croix ; il a même figuré sur ses mains les traces des clous. Alors que le Christ a les yeux fixés au sol, la brebis sur son dos cherche notre regard. Elle nous rappelle que sur ce chemin qui conduit à la Croix, le Christ Pasteur s'est fait Agneau. Avec lui, nous pourrons traverser sans crainte les « ravins de la mort », il est avec nous, « son bâton nous guide et nous rassure ». (cf. Ps 22 [23], 4).